# Obedska bara
La réserve naturelle de l'Obedska bara (en serbe cyrillique : Обедска бара) est un étang et une zone marécageuse et boisée située au nord de la Serbie, dans la province de Voïvodine (identifiant no RP 16). Depuis 1996, le site est inscrit sur la liste des sites Ramsar pour la conservation et l'utilisation durable des zones humides (site no 136),. Il est également considéré comme une zone importante pour la conservation des oiseaux (ZICO no RS013). 

## Géographie

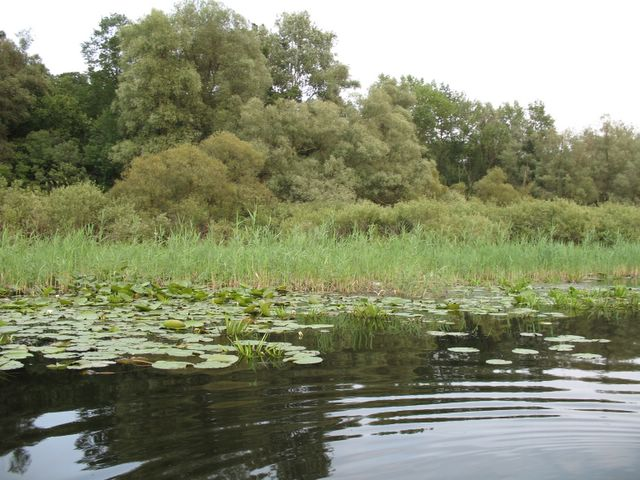
Autre vue de l'Obedska bara

L'Obedska bara est située le long de la Save, au sud de la région de Syrmie, à environ 40 km à l'ouest de Belgrade. Elle se trouve entre les villages d'Obrež et de Kupinovo, dans la municipalité de Pećinci.
L'étang est un bras mort, qui subsiste des méandres de l'ancien cours de la Save, rivière qui coule aujourd'hui un peu plus au sud du secteur. En raison de sa forme, il est appelé le « fer à cheval » (en serbe : potkovica), tandis que les parties les plus élevées du secteur sont appelées le « sabot » (en serbe : kopito).
L'étang forme en fait un ensemble géographique complexe, comportant des cours d'eau stagnants, des marais, des puits, des prairies marécageuses et des forêts.

## Flore et faune

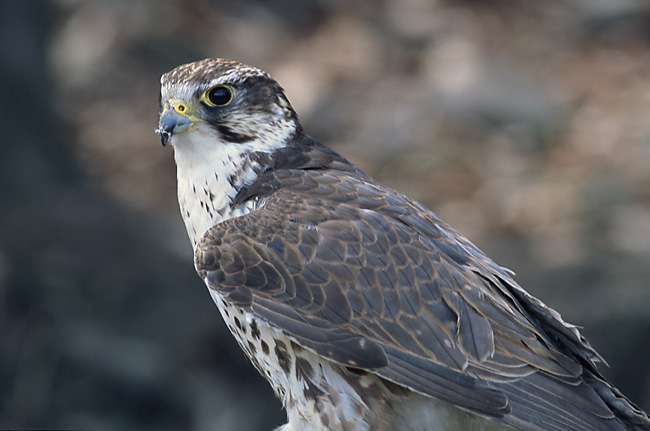
Le faucon sacre

L'Obedska bara est une des zones les plus riches en vie sauvage et les mieux préservées de la plaine pannonienne.
Sur le plan de la flore, elle abrite plus de 500 espèces de plantes, dont 180 espèces de champignons et 50 espèces de mousses.
La faune quant à elle compte 50 espèces de mammifères, 13 d'amphibiens, 11 de reptiles et 16 espèces de poissons. 
L'avifaune est particulièrement riche, puisqu'on a dénombré environ 220 espèces d'oiseaux. On peut ainsi rencontrer la cigogne noire (Ciconia nigra) et la cigogne blanche (Ciconia ciconia), le blongios nain (Ixobrychus minutus) et le bihoreau gris (Nycticorax nycticorax). Parmi les rapaces, on peut signaler le faucon sacre (Falco cherrug) et le pygargue à queue blanche (Haliaeetus albicilla). D'autres espèces importantes caractérisent l'Obedska bara, comme la marouette poussin (Porzana parva), la marouette ponctuée (Porzana porzana), le martin-pêcheur d'Europe (Alcedo atthis), ou encore le pic mar (Dendrocopos medius), le pic syrien (Dendrocopos syriacus) et le pivert (Picus viridis). Parmi les nombreuses espèces d'oiseaux, on peut encore citer  la locustelle luscinioïde (Locustella luscinioides), la fauvette à tête noire (Sylvia atricapilla), le grimpereau des jardins (Certhia brachydactyla) et le gobe-mouche à collier (Ficedula albicollis).

## Protection
L'Obedska bara est l'une des plus anciennes réserves du monde, puisque les premières mesures de protection du site ont été prises en 1874, quand les Habsbourg en firent une de leurs réserves de chasse. En 1968, la zone est devenue une réserve naturelle, classée dans la catégorie Ia de l'Union internationale pour la conservation de la nature ; la zone protégée couvre une superficie de 98,2 km2. Le 28 mars 1977, le site, sur une superficie de 175,01 km2, a été officiellement inscrit sur la liste des sites Ramsar pour la conservation et l'utilisation durable des zones humides. L'Obedska bara été reconnue comme une Zone importante pour la conservation des oiseaux (ZICO) ; cette protection concerne une superficie de 230 km².